# Egon Stehlik
Egon Stehlik (* 13. Februar 1921; † 27. August 1996) war ein deutscher Fußballspieler.

## Karriere
Egon Stehlik spielte für die NSTG Eger, den 1. FC Nürnberg und nahm mit der NSTG Graslitz an der Endrunde um die Deutsche Meisterschaft 1939/40 teil. Dort absolvierte er ein Spiel und schoss dabei zwei Tore. Anschließend wechselte er zum ASV Durlach, wo er bis 1945 aktiv war. Danach geriet Stehlik in Kriegsgefangenschaft, aus der er zwei Jahre später frei kam und zwei weitere Spielzeiten für den Verein aktiv war. Danach folgte ein Wechsel zu den Stuttgarter Kickers, für die er in der Oberliga Süd in 24 Spielen 11 Tore erzielte. Zur Saison 1950/51 wechselte der Stürmer zum TSV Schwaben Augsburg. Bereits am Ende der Saison folgte ein weiterer Wechsel. Fortan war Stehlik für zwei Spielzeiten bei Eintracht Trier aktiv, ehe er wieder nach Augsburg für eine weitere Saison zurückkehrte. Es folgten mit dem FC Bayern Hof und dem VfL Trier zwei weitere Stationen.